# یان لاتیک
یان لاتیک (استونیایی: Jaan Lattik; ۲۲ اکتبر ۱۸۷۸ – ۲۷ ژوئن ۱۹۶۷) سیاست‌مدار و نویسنده اهل استونی بود.
وی از سال ۱۹۲۵ تا ۱۹۲۷ وزیر آموزش استونی و از سال ۱۹۲۸ تا ۱۹۳۱ وزیر امور خارجه استونی بوده است.